# کریس کونز
کریس کونْز (به انگلیسی: Chris Coons) (زادهٔ ۹ سپتامبر ۱۹۶۳) سناتور ایالت دلاور در سنای ایالات متحده آمریکا است که برای نخستین‌بار در ۱۵ نوامبر ۲۰۱۰ به‌عضویت این مجلس درآمد.

## مواضع سیاسی

### سیاست خارجی
کونز عضو کمیته روابط خارجی سنا و طرفدار سرسخت اسرائیل است. او از سخنرانان مهمان نشست‌های آیپک بوده‌است. کونز همچنین از طراحان قطعنامهٔ سنا در ابراز مخالفت با قطعنامه ۲۳۳۴ شورای امنیت است چرا که گفتگوهای مستقیم بین دو طرف را تضعیف می‌کند.
در ژوئن ۲۰۱۷، کونز از طراحان لایحه ضد بایکوت اسرائیل، طرح ۲۷۰ سنا، بود که تشویق یا شرکت در بایکوت علیه اسرائیل یا شهرک‌های اسرائیلی در سرزمین‌های اشغال‌شده توسط اسرائیل را جرمی فدرال با مجازات حداکثر ۲۰ سال زندان می‌کرد، این طرح به ایالات آمریکا اجازه می‌دهد از تجارت با پیمانکارانی که در بایکوت اسرائیل شرکت کنند، خودداری کنند. اتحادیه آزادی‌های مدنی آمریکا (ACLU) صریحاً با این طرح مخالفت کرده‌است.
کونز نسل‌کشی اقلیت روهینگیا در میانمار را محکوم کرده و خواهان پاسخ قوی تری به این بحران شده‌است.